# Карас, Векослав

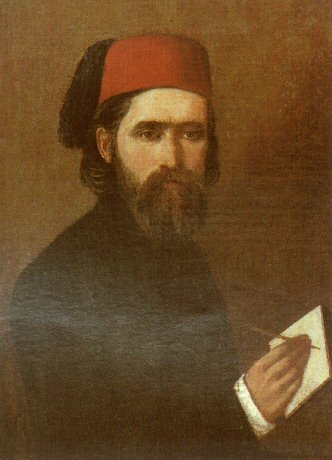
Автопортрет

Векослав Карас (хорв. Vjekoslav Karas; 19 мая 1821, Карловац, — 5 июля 1858, там же) — хорватский художник.

## Биография
Обучался в Италии. Считается пионером новой хорватской живописи. Он писал картины на библейские и религиозные темы, но особенно стал известен как портретист. Кроме того он был композитором и играл на флейте и гитаре. В 1848 году Векослав вернулся на родину и работал в живописной школе в Загребе. В Травнике он писал портрет Омера-паши. После неудавшейся попытки самоубийства, он недолгое время жил под опекой Йосипа Юрая Штросмайера. Стиль живописи «первого иллирийского живописца» хорошо виден на картине «Rimljanka s lutnjom». Во время рисования портрета Ирен Тюрк Карас впал в безнадежную любовную меланхолию. Без денег и понимания 5 июля 1858 года он совершил самоубийство в родном городе Карловаце, утопившись в реке Коране.

## Галерея

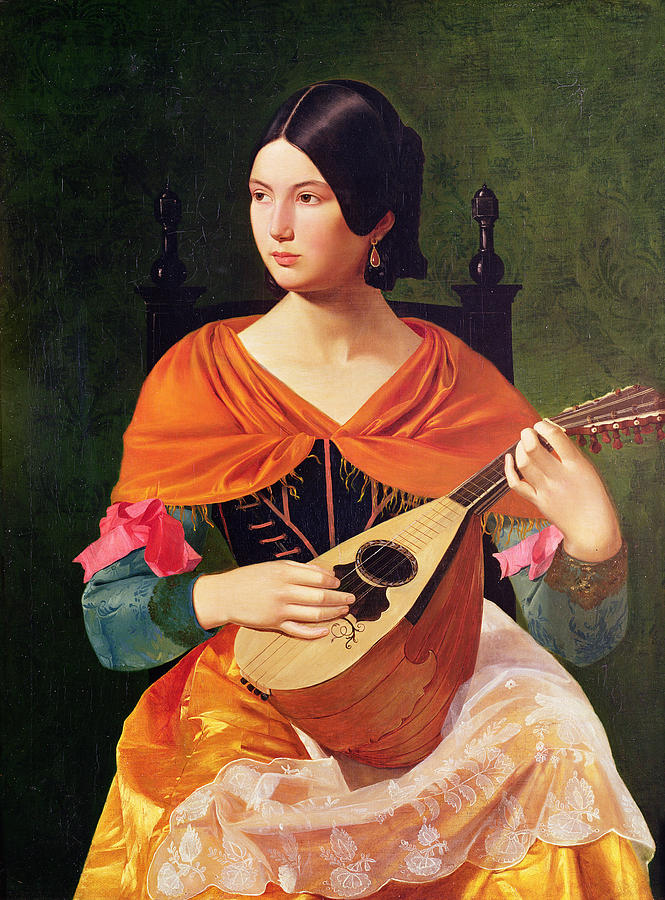
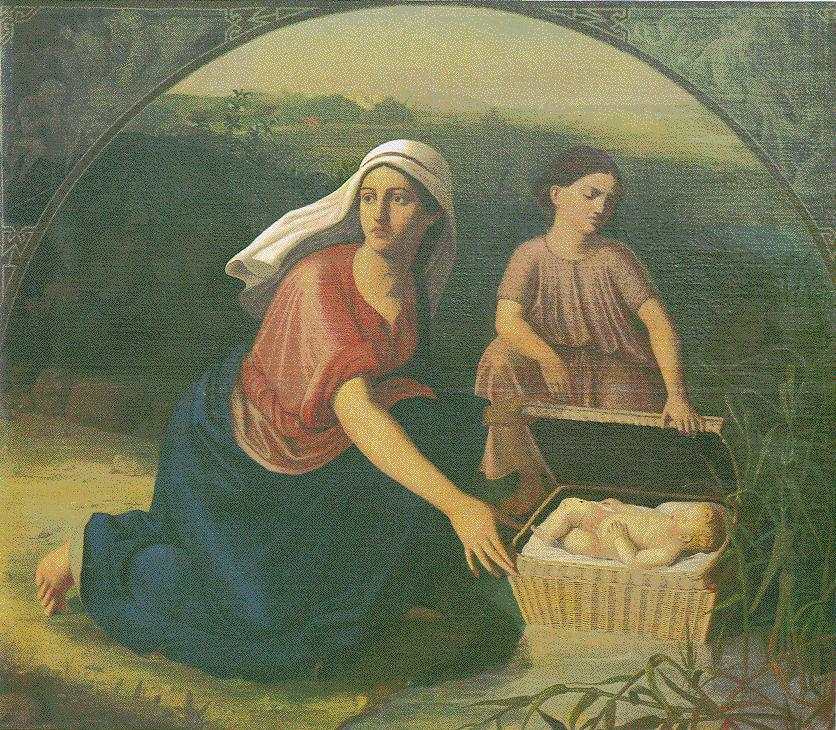